# Devotio Moderna
|  | Per a altres significats, vegeu «Devotio». |

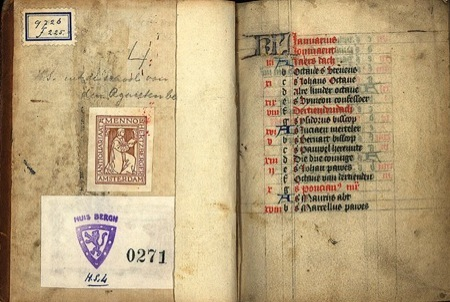
El començament del Llibre d'hores de Geert Groote

Devotio moderna ('Devoció moderna') va ser un moviment religiós de la baixa edat mitjana, relacionat amb l'humanisme cristià, una barreja d'humanisme i cristianisme. El llibre La imitació de Crist, escrit per Tomàs de Kempis, un defensor d'aquest moviment, esbossa els conceptes més importants de la devotio moderna basats en la connexió personal amb Déu i les mostres actives d'amor cap a Ell, per exemple en el sagrament de l'eucaristia durant la missa.

## Història
L'humanisme cristià advocava per l'estudi dels textos fonamentals de la Cristiandat per arribar a una relació individual i interna amb Déu. Els laics del segle xv eren capaços d'estudiar les Escriptures gràcies a la invenció i difusió de la impremta. Amb els ideals de l'Humanisme cristià, la devotio moderna recomanava una actitud molt més individual cap a les creences i la religió i va ser especialment prominent en les ciutats holandeses durant els segles xiv i xv. Els orígens del moviment es remunten a la Congregació de Windesheim integrada per laics i alguns monestirs del segle xiv.
De vegades s'ha vist en ella una contribució al Luteranisme i al Calvinisme. Va tenir també una gran influència sobre Erasme de Rotterdam, educat en aquesta tradició. Els orígens del moviment estan íntimament relacionats amb l'obra de Geert Groote de Deventer. L'enfocament inicial de Groote va ser el redescobriment de la genuïna pràctica de pietat i de conversió i reconversió dels sacerdots, per aquesta causa es va trobar amb l'oposició del clergat. Geert Groote no estava satisfet amb l'estat de l'Església i el que percebia com la pèrdua gradual de les tradicions monàstiques i la manca dels valors morals entre el clergat. Però amb el temps, després de la seva mort l'oposició es va esvair. Devotio moderna va florir durant els segles xiv i xv, però va acabar amb la Reforma Protestant, quan va ser bipolaritzada, ja que alguns van mantenir-se fidels al catolicisme i d'altres es van decantar per la Reforma.

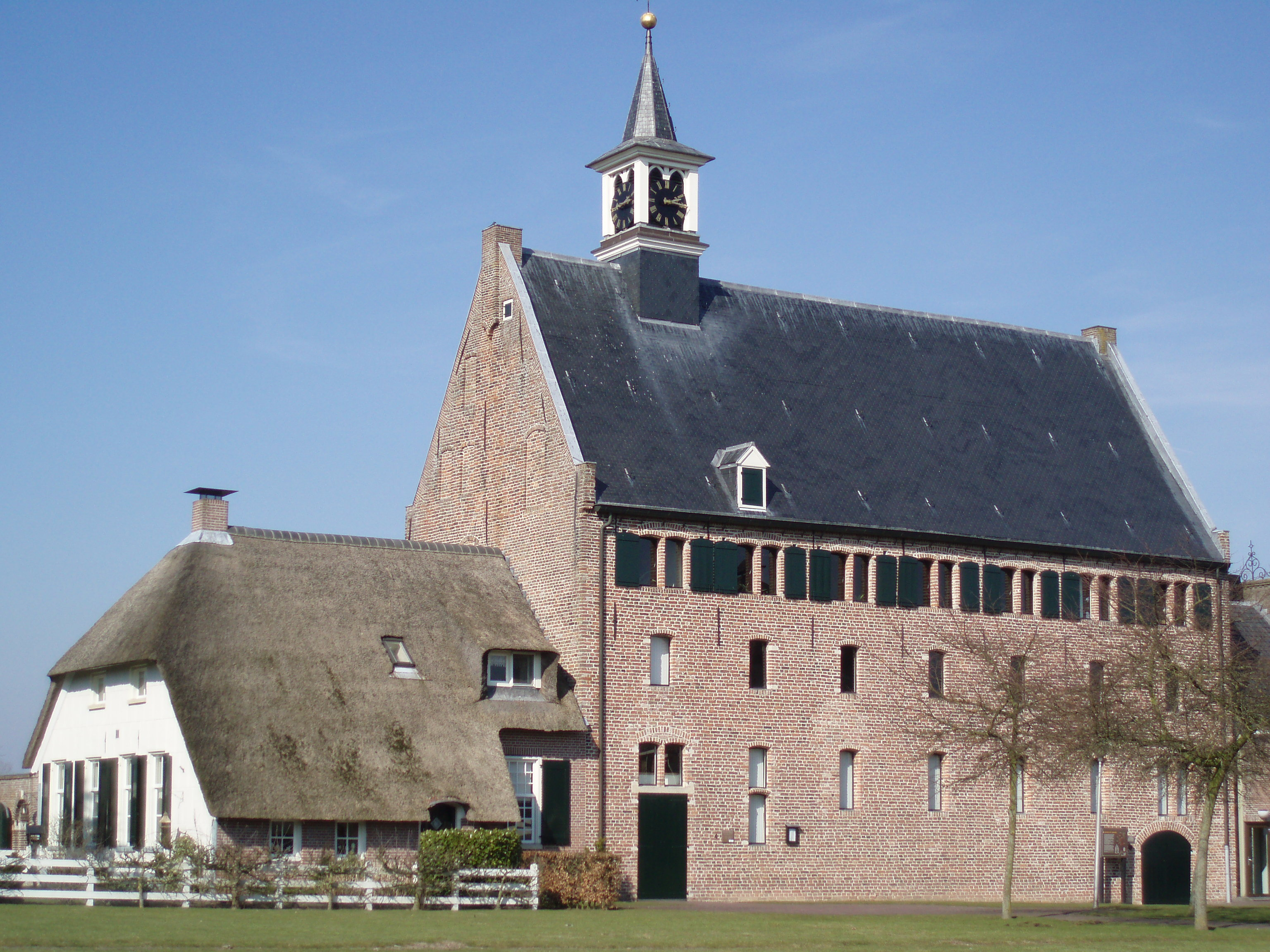
foto de l'actual Windesheim

No obstant això, els mètodes de "l'oració metòdica", impartits per la devotio moderna i les tècniques utilitzades per a la "projecció de si mateix" en la imatge d'una escena bíblica (per participar en la vida de Jesús), va influir significativament en la meditació cristiana en el segle xvi i següents. Aquests mètodes de persistir en la meditació són com els exercicis espirituals que els jesuïtes segueixen practicant avui. Ignasi de Loiola utilitzà ambdues tècniques en els seus exercicis espirituals: un format metodològic, així com l'autoprojecció en una escena bíblica, per exemple, iniciant una conversa amb Crist en el Gòlgota.